# Буавен, Оливье
Оливье́ Буаве́н (фр. Olivier Boivin; 6 июня 1965, Сен-Бриё) — французский гребец-каноист, выступал за сборную Франции в конце 1980-х — середине 1990-х годов. Бронзовый призёр летних Олимпийских игр в Барселоне, многократный серебряный и бронзовый призёр чемпионатов мира, победитель многих регат национального и международного значения.

## Биография
Оливье Буавен родился 6 июня 1965 года в коммуне Сен-Бриё департамента Кот-д’Армор. Активно заниматься греблей начал в раннем детстве, проходил подготовку в городе Понтиви, состоял в местном одноимённом каноэ-клубе.
Первого серьёзного успеха на взрослом международном уровне добился в 1989 году, когда попал в основной состав французской национальной сборной и побывал на чемпионате мира в болгарском Пловдиве, откуда привёз две награды серебряного достоинства, выигранные в паре с Дидье Уайе на дистанциях 1000 и 10000 метров. Два года спустя выступил на домашнем мировом первенстве в Париже, где с тем же Уайе стал бронзовым призёром на пятистах метрах и серебряным призёром на тысяче метрах. Благодаря череде удачных выступлений удостоился права защищать честь страны на летних Олимпийских играх 1992 года в Барселоне — в двойках с Уайе завоевал бронзовую медаль на километре, пропустив вперёд только экипажи из Германии и Дании, тогда как на полукилометровой дистанции они показали в решающем заезде шестой результат.
После барселонской Олимпиады Буавен остался в основном составе гребной команды Франции и продолжил принимать участие в крупнейших международных регатах. Так, в 1993 году на чемпионате мира Копенгагене он получил серебро в километровой программе двухместных каноэ. В следующем сезоне на мировом первенстве в Мехико взял бронзу в двойках на дистанции 200 метров. Ещё через год на аналогичных соревнованиях в немецком Дуйсбурге добавил в послужной список бронзовую медаль, выигранную среди каноэ-четвёрок на двухстах метрах. Вскоре по окончании этих соревнований принял решение завершить карьеру профессионального спортсмена, уступив место в сборной молодым французским гребцам.